# عزيزة مصطفى زاده
عزيزة مصطفى زادة (بالأذرية: Əzizə Mustafazadə)‏، (19 ديسمبر 1969 -) هي عازفة بيانو ومؤلفة من أذربيجان.
عرفت باسم «أميرة موسيقى الجاز» وكذلك باسم Jazziza.

## حياتها ونشأتها
ولدت في 19 كانون الأول عام 1969. عزفت fusion وال mugam : وهو اسلوب الارتجال التقليدي في أذربيجان. قيل أن أسلوبها يظهر أيضا بعض التأثير من كيث جاريت (عازف البيانو الأمريكي الشهير)
هي حاليا تقيم في مدينة ماينتس الألمانية مع والدتها «إليزا مصطفى زاده»، وهي أيضا مديرة أعمالها. لها اثنين من الأنشطة الترفيهية المفضلة، كما تقول وهما الرسم والنوم. وهي نباتية لا تأكل اللحوم. عزيزة تؤمن بالله حتى ولو أنها تعتبر نفسها لا تنتمي لأي دين في العالم منذ العام 1991. عزيزة باعت حتى الاّن 15 مليون نسخة من ألبوماتها في جميع أنحاء العالم.
ولدت عزيزة في باكو عن أب وأم موسيقيين: فاجيف مصطفى زاده وإليزا، وكان فاجيف عازف البيانو والمؤلف الموسيقي الشهير في عزف موسيقي mugam التقليدية، بينما والدتها إليزا فقد تدربت على الغناء تدريباً كلاسيكياً من جورجيا.

## مسيرتها
لاحظت إليزا في البداية حساسية ابنتهما إلى الموسيقى عندما كان عمرها ثمانية أشهر. كما أن عزيزة تذكر قصة والدتها قائلة: كان والدي يقوم بالارتجال على البيانو في وضعية بموسيقي mugam معروفة باسم «شور»، وهو ما يخلق مزاجاً عميقاً للغاية وعواطف حزينة عندها، بدأت بالبكاء وتساءل الجميع ما كان يحدث لي؟ لماذا كنت أبكي؟ وأدركت والدتي عندئذ علاقتي بالموسيقى فقالت والدتي لأبي: 'فاجيف، من فضلك انتقل إلى الراست (سلم موسيقي شرقي)، إعزف مقام الراست وقد فعل. تمتعت عزيزة بجميع أشكال الفن: الرقص، الرسم والغناء، وهي في سن ثلاث سنوات لدرجة أنها قدمت مرة وعلى خشبة المسرح مع والدها غناء ارتجالي. بدأت عزيزة بدراسة العزف على البيانو في سن مبكرة، مبدية اهتماما خاصا بأعمال الملحنين الشهيرين Johann Sebastian Bach & Frédéric Chopin وبعد ذلك أظهرت موهبة متزايدة في الارتجال.
- في 16 ديسمبر 1979، توفي والد عزيزة على إثر أزمة قلبية في طشقند وهوبعمر ال 39، بعد ثلاثة أيام من عيد ميلاد عزيزة العاشر.

## ألبوماتها
في سنة 1991 . أصدرت ألبومها الأول Aziza Mustafa Zadeh, ثم أصدرت ألبومها الثاني Alwaysو الذي فاز ب جائزة الأكاديمية فونو «وهي الجائزة المرموقة في الموسيقى الألمانية» وكذلك فاز ب Echo Prize المقدمة من شركة «سوني» وقد أقامت حفلات عديدة منذ ذلك الحين في العديد من البلدان ومع العديد من نجوم موسيقى الجاز التقليديين وأصدرت عدة ألبومات، كان آخرها Contrasts II والذي صدر عام 2007 .

## مهرجان الجاز - باكو 2007
عزيزة عادت إلى أذربيجان في يونيو 2007 للمشاركة في مهرجان الجاز في باكو على مسرح الأوبرا والباليه الأخضر... جاءت حفلتها في ختام المهرجان وفي الهواء الطلق، وقد عزفت فيها مقطوعتها الشهيرة Shamans .

## ألبومات
- Aziza Mustafa Zadeh (1991)
- Always (1993)
- Dance of Fire (1995)
- Seventh Truth (1996)
- Jazziza (1997)
- Inspiration – Colors & Reflections (2000
- Shamans (2002)
- Contrasts (2006)
- Contrasts II (2007)

الترجمة والاعداد نقلاً عن شبكة ويكبيديا: نعيم قسيس

## وصلات خارجية
- عزيزة مصطفى زاده على موقع ميوزك برينز (الإنجليزية)
- عزيزة مصطفى زاده على موقع أول ميوزيك (الإنجليزية)
- عزيزة مصطفى زاده على موقع ديسكوغز (الإنجليزية)